# ドライライン

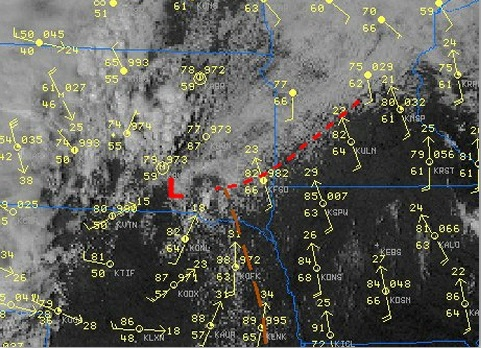
アメリカ中西部の衛星雲画像と天気図。画像真ん中のL（低気圧）の右側から下に伸びる茶色の破線がドライライン。アメリカ国立気象局(NWS)作成、2007年10月18日(UTC)。ただし、これは説明用の図で本当の前線記号はこれと異なる。アメリカの天気図では茶色の破線が「地上の気圧の谷(surface trough)」を表すので注意。

7番がアメリカの天気図で用いられるドライラインの前線記号。茶色の破線に半円を縁取った形がくっついたものが用いられる。

ドライライン (dry line) または乾燥線は、気象用語のひとつで水蒸気前線の一種で、温暖前線や寒冷前線などが温暖な空気と寒冷な空気の境目であるのと同じように、湿潤空気と乾燥空気の境目を表す前線である。湿度の大きく異なる空気が接すると、お互い混ざり合って均質にはなりにくく、水蒸気傾度（湿度傾度）が大きい部分ができる。これが地上に達しているところを天気図上に表したものである。
ドライライン自体は、ほかの前線に比べて雲を発生させる力が弱い。しかし、ドライラインに温度傾度が大きいライン（他の前線など）が近づくと、対流を強めて雲を発達させ、大気をより不安定にする効果があり、結果的に雷雨や大雨、突風を生む。
ドライラインは日本の天気図ではあまり用いられない。これは、日本周辺の大気は比較的湿潤なものが多く水蒸気傾度（湿度傾度）が大きくなりにくいことや、ドライラインと他の前線が接して大気が不安定になる事例が少なく防災上の必要性が低いことなどが原因である。アメリカのロッキー山脈以東や中東、北アフリカなどでは、砂漠の上に非常に乾燥した空気があるためドライラインができやすくその水蒸気傾度（湿度傾度）も大きい。